# ボディーランゲージ
ボディーランゲージ（英語: body language）とは、肉体の動作を利用した非言語コミュニケーションの一つである。日本語では直訳して身体言語（しんたいげんご）や身振り言語（みぶりげんご）、肉体言語とも呼ばれる。
文化人類学者のエドワード・T・ホールが著書『沈黙のことば』で「ボディーランゲージ」の概念を提供したことで知られる。

## 概要
これら意思伝達（コミュニケーション）手段は、音声や文字といった狭義の言語を用いずに、身振りや手まね、あるいは広くジェスチャーで様子などを表して、相手に意志を伝えるものである。
具体的な動作としては、目配せや眉毛の上げ下げ・手招きを含む手での合図、肩を含めた腕の動作、口元の動きや舌打ちなど、また表情や顔色も含まれる。身体の姿勢なども様々に利用されるが、それらを組み合わせれば更に多様な意思を表現することが可能である。

## 文化
文化圏によって別の意味に取られる、悪くするとトラブルを招く場合がある。例えば、日本人が親指と人差し指で作る円は、日本人同士ではお金ないし「OKサイン」として使用されるが、ブラジルでは前後の文脈によっては性行為そのものを指示する。また、欧米では「私の言いたいことはわかっていますよね？」という意味でウインクを使うが、日本ではそういった用法ではほぼ使われていない。
また同じ文化圏内でも、ある層に限って頻発するボディーランゲージも存在する。日本ではIT業界人の「ろくろ回し」ポーズ、ラーメン店主の腕組みポーズなどが有名である。タモリはラーメン屋の腕組みをヨルタモリにおいて「深刻化する腕組み事情」として特集している。

## ボディランゲージの形態
これらボディランゲージの多くは、パントマイムのような独立した芸能として発展した系統のほか、語学の不足を補助するためにも用いられ、即興で様々な仕草が行われる場合もあるが、上に述べた通り特定の文化圏で共通化された仕草というのも存在し、的確に使えば余り厳密には情報を伝えきれないものの、大筋で対話程度の意思疎通を行うことも可能であるため、音声言語の補助として使われるケースも見られる。
一種の物真似（形態模写）なども、しばしばこのボディランゲージには用いられる。例えば腰を屈めて相手に対して横向きになり、鼻の頭と腰から掌を水平に突き出してひらひらさせれつつゆっくり前進すれば魚を、相手に向かい合って腕を左右に突き出し掌を水平にして上下させれば鳥を…といった具合で、これに近い行動は言葉を学習中の子供（幼児）などが見せることもある。少ない語彙をボディランゲージで補助しているのである。
心理療法やカウンセラーなど、業務上で話を聞く立場の場合ではクライアントと必ずしも対等とは限らない為、耳元をかく事、口元に手を近づける事、首筋の角度を激しく動かす事、など無意識に出た行動の意味をクライアントから見抜かれてしまう事がある。そのような時は相談相手として善意をもって相談にのっていても、逆にクライアントを不快にさせてしまう不利な側面がある。話を聞いて貰う立場の場合には必ずしも心理療法では解決には至らない場合がある。

## 読書案内
- 一般向け入門書
  - 『ボディー・ランゲージ』（著・ジュリアス・ファスト）
  - 『マン・ウォッチング』（著・デズモンド・モリス）